# Rabah Saâdane
Rabah Saâdane (n. el 3 de mayo de 1946 en Batna) es un exfutbolista argelino, cuya carrera como jugador se interrumpió abruptamente a los 27 años por un accidente de coche. Actualmente es el entrenador de la 
Selección de fútbol de Argelia.
Esta es su quinta etapa a cargo del equipo nacional, después de haberse hecho cargo en temporadas anteriores entre 1981 y 2004 y es sin duda su mayor éxito, dado su difícil proceso de clasificación. Tuvo a su cargo cuando a la selección sub-18 para el Copa Mundial de Fútbol Juvenil de 1979, en la que fue la primera participación de Argelia en un gran torneo. También formó parte del equipo técnico en la Copa del Mundo de 1982 y fue el entrenador en la de 1986 y 2010

Jugó en el MSP Batna, MO Constantine, JS El Biar, USM Blida y Rennes. También fue entrenador del Raja Casablanca, Étoile Sportive du Sahel, Yemen y ES Sétif.